# Щепяной переулок
Щепяно́й переу́лок — переулок в Адмиралтейском районе Санкт-Петербурга. Проходит от Никольского переулка до набережной Крюкова канала.

## История наименования
Название идёт от бывшего Щепяного рынка, на месте которого образовались Щепяной и Кустарный переулки. На Щепяном рынке, примыкавшем тогда к Никольскому рынку, велась торговля кустарными деревянными изделиями.

## Значение слова
Слово «щепяной» (или «щепенный») в прошлом применялось к резным и токарным изделиям из дерева. Щепяным товаром преимущественно называли деревянную посуду: чашки, миски ложки и тому подобное. Кустарей, изготовлявших эти предметы, и торговцев ими называли щепенниками или щепряками.

## Достопримечательности
- Дом № 4 — 6 (Кустарный переулок, 3 — 5)  памятник архитектуры (федеральный) — Сельдяной ряд Никольского рынка, построенный в 1790-х. Заброшен и руинирован в начале 2000-х. В 2019—2020 прошли первоочередные противоаварийные работы, в 2023-м была проведена экспертиза проектной документации на реставрацию объекта и приспособление его под современные нужды[1].